# Minardi M193B

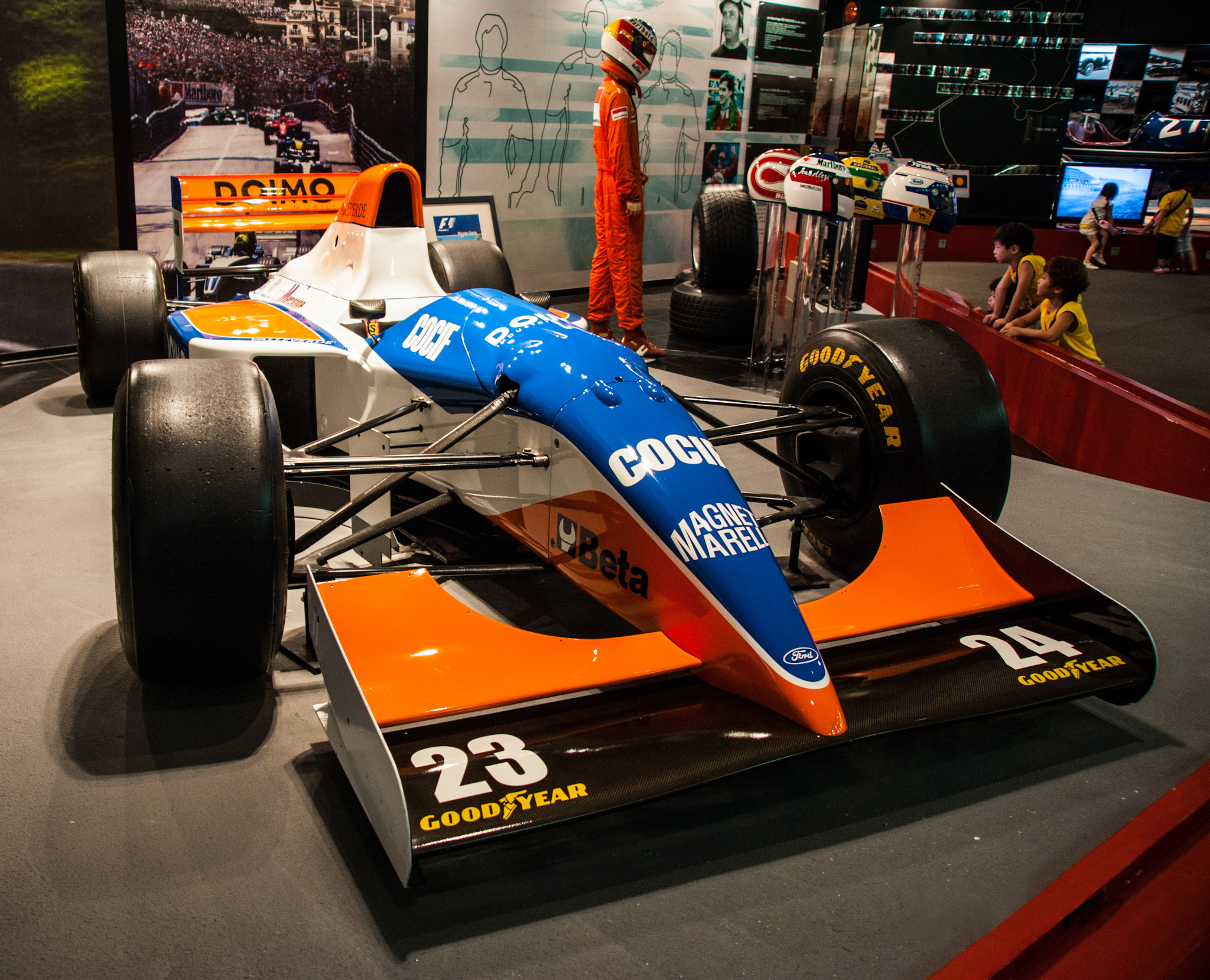
Minardi M193B

Der Minardi M193B war ein Formel-1-Rennwagen, der in der Saison 1994 eingesetzt wurde.
Der Wagen war eine modifizierte Version des Minardi M193 und kam bei fünf Rennen zum Einsatz. ab dem Großen Preis von Kanada 1994 wurde der durch den Minardi M194 ersetzt. Die Piloten Pierluigi Martini und Michele Alboreto erzielten mit dem M193B drei WM-Punkte. Die Saison schloss Minardi mit fünf Punkten auf Rang zehn der Konstrukteurswertung ab.
Die Lackierung von 1994 spiegelte die Fusion des Teams mit der Scuderia Italia wider. Hellblau und Orange wurden dank der Sponsorings von Lucchini RS und Beta Tools zur primären Farbgebung des Autos. Mit der Fusion mit Scuderia Italia war der frühere Grand-Prix-Sieger Alboreto als zweiter Fahrer ins Team gekommen.

## Einsatzgeschichte
Bei insgesamt zehn Einsätzen gelangen drei Zielankünfte, wobei man zweimal in die Punkte fuhr. Bestes Ergebnis war der fünfte Platz von Pierluigi Martini beim Großen Preis von Spanien.